# Doesburgia celebiana
Doesburgia celebiana là một loài bọ cánh cứng trong họ Cerambycidae.